# فوسفات غليسيريل الكالسيوم
 فوسفات غليسيريل الكالسيوم  (أو غليسيرو فوسفات الكالسيوم) مركب كيميائي له الصيغة C3H7CaO6P، ويكون على شكل مسحوق أبيض. وهو مركب عديم الرائحة وله مذاق مر بشكل طفيف.

## الخواص
- إن مركب فوسفات غليسيريل الكالسيوم ضعيف الانحلال في الماء.
- يوجد شكلان من فوسفات غليسيريل الكالسيوم ألفا وبيتا، وكل منهما يمكن أن يوجد على شكل خالي من الماء وعلى شكل أحادي هيدرات، في حين أن الشكل بيتا يمكن أن يوجد على شكل ثنائي هيدرات فقط.[3]
- أظهرت دراسة البلورات باستخدام انعراج الأشعة السينية أن البنية البلورية لـ β فوسفات غليسيريل الكالسيوم تتبع النظام البلوري المعيني القائم، وتكون لها المجموعة الفراغية Pna21 وتكون أبعاد الشبكة البلورية كالتالي: a= 8.251 و b= 13:038 و c= 25.483 أنغستروم.[3]

## الكشف الكيميائي
يحضر محلول من فوسفات غليسيريل الكالسيوم كالتالي: يحل 1 غ من المركب في 10 مل ماء عند 5°س، ويستعمل كمحلول قياسي للكشف. بغلي المحلول نحصل على بلورات بيضاء. تؤدي إضافة قطرتين إلى ثلاثة قطرات من محلول خلات الرصاص إلى 3 مل من المحلول القياسي إلى تشكل راسب أبيض متخثر. بإضافة 3 مل من حمض النتريك يحدث انحلال كامل للراسب.

## الاستخدامات
- يستخدم كمضاف غذائي له رقم الإي E383.
- يستخدم كمدعم أو مكمل للكالسيوم في المستحضرات الصيدلانية.
- يستخدم في مجال طب الأسنان من أجل محاربة تسوس الأسنان، حيث يعمد على الحد من انتشار التسوس في الأسنان المنخورة إذا أضيف بشكل متكرر وبكمية مرتفعة التركيز نسبياً.[5]